# Варумунгу
Варумунгу (англ. Warramunga, Warumungu, Warumungic) — австралийский язык из пама-ньюнгской семьи. Число носителей составляет примерно 200 человек, проживающих в Северной территории Австралии. Традиционно этот язык включался в юго-западную группу пама-ньюнгской семьи, но Диксон классифицирует его как отдельную группу в рамках данной семьи.